# Centru de Plasament nr.5 „Sfântul Nicolae” Câmpia Turzii

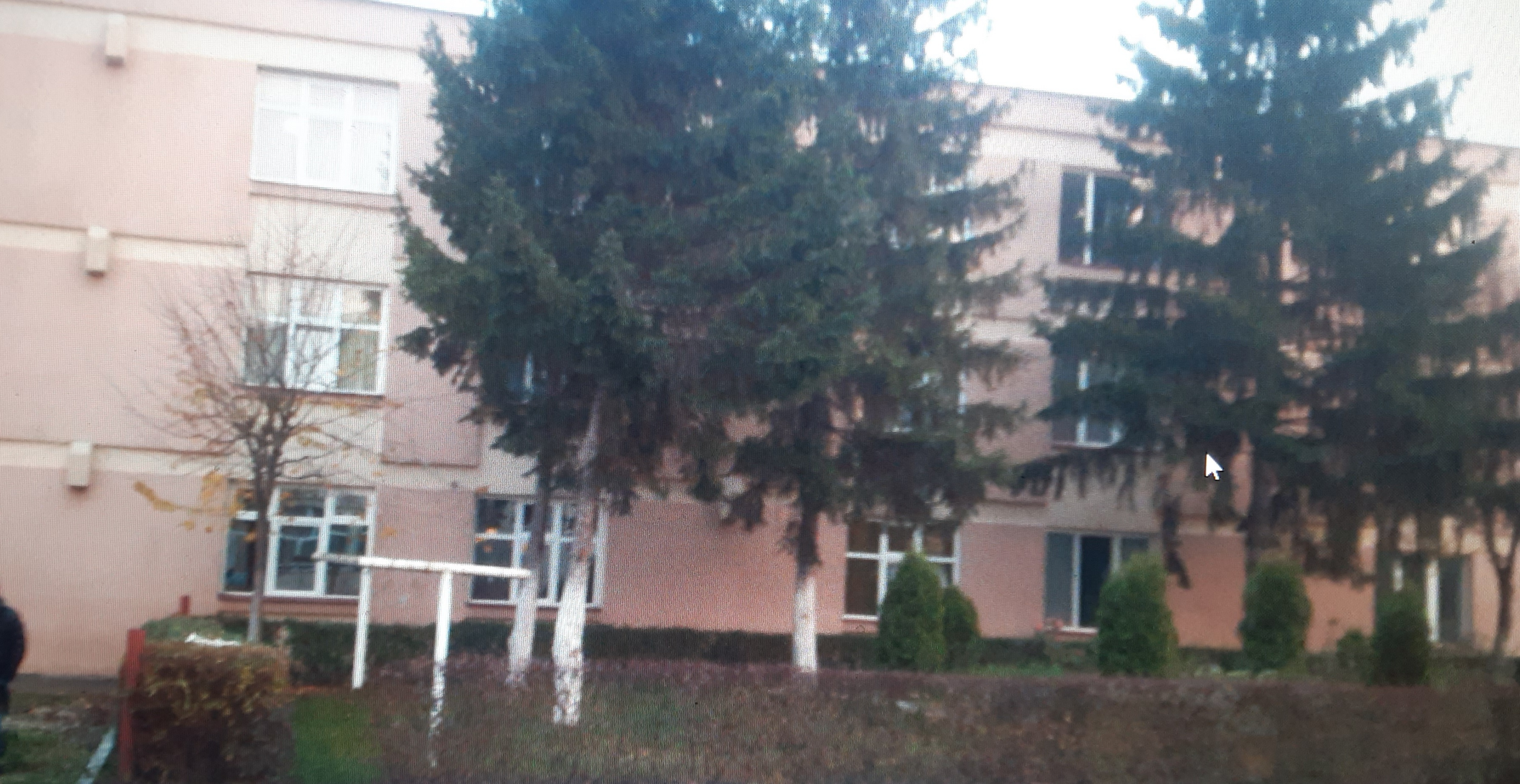
Casa de Copii Școlari Câmpia Turzii

Centru de Plasament nr.5 „Sfântul Nicolae” Câmpia Turzii sau Casa de Copii Școlari Câmpia Turzii a fost o unitate de ocrotire a copiilor, str. Gheorghe Barițiu, nr.57 din localitatea Câmpia Turzii, jud. Cluj.

## Istoric
Casa de Copii Școlari din Câmpia Turzii a luat ființă la data de 15 septembrie 1975 după ce s-au terminat lucrările de construcție, iar în anul 1976 aceasta s-a dat în funcțiune când au venit și copiii de la Casa de Copii Prundu Bârgăului jud. Bistrița Năsăud ca urmare desființării acesteia.
Instituția era în apropierea Școlii Generale nr.1, iar aici erau copii de pe raza jud. Cluj, defavorizați de soartă(proveniți din familii dezorganizate prin divorț, sau în urma decesului unui membru sau ambilor părinți decăzuți din drepturi părințești, ori cei abandonați de părinți, sau cei rezultați din afara căsătoriei sau cu părinți necunoscuți, etc.) față de care s-a luat măsura includerii în instituțiile de ocrotire a minorilor.Fiecare caz a constituit o particularitate.
Printre motivele care au dus la înființarea acesteia au fost: 
- noua împărțire administrativă a României, județul Cluj nou înființat nu avea o asemenea instituție de protecție a copilului iar aceștia trebuia să fie cât cât mai aproape de casă, etc.;
- existența Combinatului Metalurgic din Câmpia Turzii instituția care se presupunea că poate asigura locuri de muncă pentru viitorii tineri[2][3].

Copiii din cadrul instituției erau ajutați până la absolvirea învățământului obligatoriu. În cazul în care aceștia după absolvirea școlii generale făceau ucenicie la locul de muncă, ori își continua studiile unei forme de învățământ de zi, ei puteau rămâne dacă doreau, în îngrijirea instituției de ocrotire până la terminarea uceniciei sau a studiilor.
Copiii făceau școala generală, iar după absolvirea ciclului gimnazial în funcție de calitatea pregătirii școlare erau îndrumați, ținând seama și de opțiunile lor spre școli profesionale sau licee, unii continuându-și pregătirea în facultăți care le asigura cazare și masă după caz, potrivit legii. În anul școlar 1978-1979 în cadrul instituției au existat 148 de elevi internați.
Absolvenții școlii gimnaziale deveneau asistații casei de copii și beneficiau de burse acordate de școlile ce le frecventau în virtutea dovezii că aparțin instituției ocrotitoare. Instituția asigura îmbrăcăminte, rechizite școlare, foi de drum dus întors până la instituția ce o frecventa, inclusiv studenților.Totalul minorilor ocrotiți din cadrul instituției din septembrie 1975 și până în iunie 1994 a fost de 914, dintre aceștia 440 au terminat studiile, aflându-se încadrați în producție, 201 au fost redați în grija familiilor de proveniență iar o parte dintre aceștia au fost transferați la școli speciale, unii au abandonat Casa de  Copii din diverse motive, alții au fost înfiați, etc.
În anul 1997 conform noi legi casa de copii s-a reorganizat și devine centru de plasament, inclusiv „Comisia pentru protecția copilului” și serviciul public specializat pentru protecția copilului, care se reorganizează fiind în subordinea Consiliului Județean.Prin noua lege se proiectează întregul sistem de protecție a copilului și marchează descentralizarea serviciilor de protecție și trecerea dinspre sisteme rezidențiale de ocrotire înspre sisteme familiale (asistent maternal, familii de plasament, reintegrarea în familia biologică, familii adoptive).
Casa de Copii Școlari Câmpia Turzii a funcționat timp de 30 de ani între 1975-2005”. 

## Denumiri instituție
- 1976 – 1998 Casa de Copii Școlari Câmpia Turzii;
- 1998-2005 - Centru de Plasament nr.5 „Sfântul Nicolae” Câmpia Turzii[1][5];
- Din anul 2005 instituția se transformă în „Complexul de servicii comunitare destinat persoanelor adulte” în subordinea Direcția Generală de Asistență Socială și Protecția Copilului Cluj(D.G.A.S.P.C.)[2][9][3].

## Petrecerea timpul liber
În cadrul instituției erau organizate o serie de activități pentru copii: cultural-sportive cum ar fi echipă de dansuri cu participare la concursuri, echipă de recitatori, grup vocal, fanfara orașului unde erau copiii de la casa de copii, jocuri de fotbal, remy, table, șah, iarna la săniuș, vara la ștrand, vizionări la televizor, la cinematograful din oraș, drumeții, cercuri de lectură. Copiii puteau merge la cercurile de elevi din cadrul „Clubul copiilor din Câmpia Turzii”: aeromodele, pictură, foto, carting, etc., instituția până în anul 1913 a fost Conacul Paget din Câmpia Turzii.
Copiii aveau întâlniri cu oameni de cultură și artă cum a fost cea din 1989 cu actorul Ovidiu Iuliu Moldovan.În 31 ianuarie 1991 cu ocazia unui concurs dedicat poetului Mihai Eminescu ziarul ,,Mesagerul Transilvan” din 31 ianuarie 1991 scria: s-a organizat un concurs chiar de către Casa de Copii din Câmpia Turzii cu participarea echipelor de la Școala generală nr. 2 din Avram Iancu Câmpia Turzii și cea a Liceului ”Mihai Viteazul” din Turda, citez: ,,Echipajul casei de copii a terminat pe locul al II–lea, însă ei se consideră câștigători detașați a acestei prime confruntări cu colegii din alte școli. Și-au verificat forțele intelectuale și psihice constatând astfel că nu sunt mai prejos decât semenii lor, și-au demonstrat calități organizatorice precum și puterea economică….. au oferit premii participanților la concurs dar și atenții – simbolice membrilor juriului, bucurându-se de aprecierile acestora.

## Reîntâlnirea copiilor după 25 de ani
În data de 16.11.2013 la fosta Casă de Copii din Câmpia Turzii a avut loc o reîntâlnire între foștii copii din perioada anilor 1975-1989 și personalul Casei de Copii (cadre didactice și personal administrativ și gospodăresc).
Începutul manifestării a constat în a vizita fosta Casa de Copii, actualmente „Complex de servicii comunitare destinat persoanelor adulteCâmpia Turzii”  respectiv sala de meditații, dormitoarele, băile, sala de mese și chiar biroul șefului de centru, acolo unde și fostul director Rus Eugen și-a desfășurat activitatea.
La acest eveniment au participat o serie de invitați și personalități locale printre care fostul viceprimar al orașului Câmpia Turzii d-nul Dorin Nicolae Lojigan ulterior a devenit primar, Adrian Spătaru - consilier local și Lăcătuș Nicușor - președinte de onoare A.C.I.A.C. – Asociația Civică pentru Inițiativă și Acțiune Comunitar Câmpia Turzii care sunt legați din tinerețe de acea unitate și doi foști directori prof. Rus Eugen și prof. Anisia Ioan. 
Bucuria de revere a copiilor a fost imensă atât pentru ei cât și pentru fostul personalul al unității. A urmat vizionarea unei video proiecții, unde s-au derulat imagini cu elevii și personalul casei din acele vremuri, respectiv cuvântul foștilor directori ai instituției cât și al copiilor, azi oameni în toată firea, care au povestit despre realizările lor.

## Personalități locale
- Spătaru Adrian - avocat[12]

Cetățeni de onoare al municipiului Câmpia Turzii:
- Rus Eugen - director Școala Generală nr.1, în perioada 1968-1975 și ulterior al Casa de Copii Școlari Câmpia Turzii în perioada 1976 – 1993[2]
- Lăcătuș Nicușor – activist voluntar[14][15].

## Eveniment
Anul viitor în data de 15.09.2025 se împlinesc 50 de ani de la darea oficială a unității în funcțiune.